# Simbo (langue)
Pour l’article homonyme, voir Simbo (île).
Le simbo (ou madeggusu, ou mandeghughusu ou sibo) est une des langues de Nouvelle-Irlande, parlée par 2 700 locuteurs, dans la Province occidentale, sur l'île Simbo (Eddystone). Des dialectes sont distincts du lungga et du ghanongga. L'usage du roviana est en perte de vitesse.